# Al-Murqab
al-Murqab (arabiska: اَلْمُرْقَاب) är ett distrikt (mintaqa) i Kuwait. Det ligger i Huvudstadsprovinsen, i den centrala delen av landet, i huvudstaden Kuwait.